# Zucchine alla scapece
Le zucchine alla scapece sono un piatto tipico della cucina napoletana.

## Etimologia
Sebbene una vecchia paraetimologia faccia risalire il termine scapece al latino ex Apicio, dal nome del presunto ideatore, in realtà esso proviene dallo spagnolo escabeche, con cui ormai in diverse parti del mondo ci si riferisce al processo di marinatura nell'aceto.

## Preparazione
Si preparano friggendo zucchine piuttosto grandi tagliate a fette tonde e condendole con aceto, aglio e foglie di menta fresca.

## Curiosità
Il piatto è noto anche per essere citato in un film di Totò: in Un turco napoletano, infatti, il guappo Don Carluccio "uomo di ferro" (interpretato da Enzo Turco), stilando il contratto di nozze, elenca i piatti che non piacciono allo sposo, tra cui appunto questo, che chiama col suo nome napoletano: cocozzielli alla scapece.